# 33. ceremonia wręczenia Oscarów
33. ceremonia rozdania Oscarów odbyła się 17 kwietnia 1961 w Santa Monica Civic Auditorium w Santa Monica.

## Laureaci

### Najlepszy film
- Billy Wilder – Garsoniera
- John Wayne – Alamo
- Bernard Smith – Elmer Gantry
- Jerry Wald – Synowie i kochankowie
- Fred Zinnemann – Przybysze o zmierzchu

### Aktor pierwszoplanowy
- Burt Lancaster – Elmer Gantry
- Jack Lemmon – Garsoniera
- Laurence Olivier – Music-hall
- Spencer Tracy – Kto sieje wiatr
- Trevor Howard – Synowie i kochankowie

### Aktorka pierwszoplanowa
- Elizabeth Taylor – Butterfield 8
- Shirley MacLaine – Garsoniera
- Melina Mercouri – Nigdy w niedzielę
- Deborah Kerr – Przybysze o zmierzchu
- Greer Garson – Sunrise at Campobello

### Aktor drugoplanowy
- Peter Ustinov – Spartakus
- Chill Wills – Alamo
- Jack Kruschen – Garsoniera
- Sal Mineo – Exodus
- Peter Falk – Murder, Inc.

### Aktorka drugoplanowa
- Shirley Jones – Elmer Gantry
- Shirley Knight – Ciemność na szczycie schodów
- Janet Leigh – Psychoza
- Mary Ure – Synowie i kochankowie
- Glynis Johns – Przybysze o zmierzchu

### Reżyseria
- Billy Wilder – Garsoniera
- Jules Dassin – Nigdy w niedzielę
- Alfred Hitchcock – Psychoza
- Jack Cardiff – Synowie i kochankowie
- Fred Zinnemann – Przybysze o zmierzchu

### Scenariusz oryginalny
- Billy Wilder, I.A.L. Diamond – Garsoniera
- Richard Gregson, Michael Craig, Bryan Forbes – Zmowa milczenia
- Norman Panama, Melvin Frank – The Facts of Life
- Marguerite Duras – Hiroszima, moja miłość
- Jules Dassin – Nigdy w niedzielę

### Scenariusz adaptowany
- Richard Brooks – Elmer Gantry
- Nedrick Young i Harold Jacob Smith – Kto sieje wiatr
- Gavin Lambert i T.E.B. Clarke – Synowie i kochankowie
- Isobel Lennart – Przybysze o zmierzchu
- James Kennaway – Pieśni chwały

### Zdjęcia  (film czarno-biały)
- Freddie Francis – Synowie i kochankowie
- Joseph LaShelle – Garsoniera
- Charles Lang – The Facts of Life
- Ernest Laszlo – Kto sieje wiatr
- John L. Russell – Psychoza

### Zdjęcia  (film kolorowy)
- Russell Metty – Spartakus
- William H. Clothier – Alamo
- Joseph Ruttenberg, Charles Harten – Butterfield 8
- Sam Leavitt – Exodus
- Joseph MacDonald – Pepe

### Scenografia i dekoracje wnętrz (film czarno-biały)
- Alexandre Trauner, Edward G. Boyle – Garsoniera
- J. McMillan Johnson, Kenneth A. Reid, Ross Dowd – The Facts of Life
- Joseph Hurley, Robert Clatworthy, George Milo – Psychoza
- Thomas N. Morahan, Lionel Couch – Synowie i kochankowie
- Hal Pereira, Walter H. Tyler, Sam Comer, Arthur Krams – Visit to a Small Planet

### Scenografia i dekoracje wnętrz (film kolorowy)
- Alexander Golitzen, Eric Orbom, Russell A. Gausman, Julia Heron  – Spartakus
- George W. Davis, Addison Hehr, Henry Grace, Hugh Hunt, Otto Siegel – Cimarron
- Hal Pereira, Roland Anderson, Sam Comer, Arrigo Breschi – Zaczęło się w Neapolu
- Ted Haworth, William Kiernan – Pepe
- Edward Carrere, George James Hopkins – Sunrise at Campobello

### Kostiumy (film czarno-biały)
- Edith Head, Edward Stevenson – The Facts of Life
- Marik Vos-Lundh – Źródło
- Theoni V. Aldredge – Nigdy w niedzielę
- Howard Shoup – The Rise and Fall of Legs Diamond
- Bill Thomas – Wyprawa siedmiu złodziei

### Kostiumy (film kolorowy)
- Francisco Valles, Bill Thomas – Spartakus
- Irene Sharaff – Kankan
- Irene Gibbons – Mroczne koronki
- Edith Head – Pepe
- Marjorie Best – Sunrise at Campobello

### Dźwięk
- Gordon Sawyer (Samuel Goldwyn SSD), Fred Hynes (Todd-AO SD) – Alamo
- Gordon Sawyer (Samuel Goldwyn SSD) – Garsoniera
- Franklin Milton (Metro-Goldwyn-Mayer SSD) – Cimarron
- Charles Rice (Columbia SSD) – Pepe
- George Groves (Warner Bros. SSD) – Sunrise at Campobello

### Montaż
- Daniel Mandell – Spartakus
- Stuart Gilmore – Alamo
- Frederic Knudtson – Kto sieje wiatr
- Viola Lawrence, Al Clark – Pepe
- Robert Lawrence – Spartakus

### Efekty specjalne
- Howard A. Anderson, Bill Brace – Wehikuł czasu
- Augie Lohman – Ostatnia podróż

### Piosenka filmowa
- „Never On Sunday” – Nigdy w niedzielę – Manos Hadjidakis
- „The Green Leaves of Summer” – Alamo – muzyka: Dimitri Tiomkin; słowa: Paul Francis Webster
- „The Facts of Life” – The Facts of Life – Johnny Mercer
- „The Second Time Around” – Najwyższy czas – muzyka: Jimmy Van Heusen; słowa: Sammy Cahn
- „Faraway Part of Town” – Pepe – muzyka: André Previn; słowa: Dory Previn

### Muzyka filmowa w dramacie/komedii
- Ernest Gold – Exodus
- Dimitri Tiomkin – Alamo
- André Previn – Elmer Gantry
- Elmer Bernstein – Siedmiu wspaniałych
- Alex North – Spartakus

### Muzyka filmowa w musicalu
- Morris Stoloff, Harry Sukman  – Pieśń bez końca
- André Previn – Telefony, telefony
- Nelson Riddle – Kankan
- Lionel Newman, Earle Hagen – Pokochajmy się
- Johnny Green – Pepe

### Krótkometrażowy film animowany
- William L. Snyder – Munro

### Krótkometrażowy film aktorski
- Ezra R. Baker – Day Of the Panter

### Krótkometrażowy film dokumentalny
- James Hill – Giuseppina

### Pełnometrażowy film dokumentalny
- Larry Lansburgh – The Horse With the Flying Tail

### Najlepszy film nieangielskojęzyczny
- Szwecja – Źródło, reż. Ingmar Bergman
- Jugosławia – Dziewiąty krąg, reż. France Štiglic
- Włochy – Kapo, reż. Gillo Pontecorvo
- Meksyk – Macario, reż. Roberto Gavaldón
- Francja – Prawda, reż. Henri-Georges Clouzot

### Oscar Honorowy
- Gary Cooper – za całokształt pracy aktorskiej
- Stan Laurel – za wybitne osiągnięcia w twórczości filmowej